# A117 (motorväg, Tyskland)
A117 är en motorväg sydöst om Berlin. Motorvägen förbinder förbundsvägen B96a med motorvägen A113.
I och med att A113 öppnade mellan Adlershof och Waltersdorf den 23 maj 2008 minskade A117:s betydelse då A113 förbinder Berlins inre ringled med den yttre. Tidigare fungerade A117 som motorväg in till Berlin.
Vägen hette tidigare inte A117 utan omskyltades när A113 byggdes ut. Tidigare hette sträckan mellan Treptow och Berliner Ring A113n.
Trafikplats Waltersdorf byggdes när A113 förlängdes och kommer man ifrån Berlin på A113 så kan man inte svänga in till A117.

## Trafikplatser
|  | Nummer | Skyltning             | Distrikt/Stad             | Förbundsland |
|  | ------ | --------------------- | ------------------------- | ------------ |
|  | 1      | T-Korsning Treptow    | Berlin                    | Berlin       |
|  |        | Waldeck               | Landkreis Dahme-Spreewald | Brandenburg  |
|  | 2      | Waltersdorf           | Landkreis Dahme-Spreewald | Brandenburg  |
|  | 3      | Waltersdorfer Dreieck | Landkreis Dahme-Spreewald | Brandenburg  |